# Xanlıq
Xanlıq (in azero Xanlıq) o Ishkhanadzor (in armeno Իշխանաձոր?), è una comunità rurale nel distretto di Qubadlı in Azerbaigian, fino al 2024 appartenente alla Regione di Kashatagh nella repubblica di Artsakh (fino al 2017 denominata repubblica del Nagorno Karabakh).
La cittadina è situata nella vallata del fiume Hakari, sulla riva sinistra, e contava, nel 2015, 204 abitanti.
Il comune fu interessato dal 2017 da un progetto di riqualificazione urbanistica. Nel periodo di controllo armeno disponeva di uno stadio per il calcio e un presidio ospedaliero che serviva sedici comunità rurali nella zona.